# Mark Steven Johnson
Mark Steven Johnson es un director de cine estadounidense, escritor y productor. Nació en Hastings, Minnesota y se graduó de la Universidad Estatal de California en Long Beach. Ha escrito y dirigido las dos películas basadas en cómics Daredevil y Ghost Rider.
Recientemente ha sido guionista en la película Grumpy Old Men y de su secuela Grumpier Old Men, además de haber dirigido en 2020 la comedia romántica Love, Guaranteed. También ha producido y dirigido las películas de Grudge Match y Killing Season respectivamente, en donde Robert De Niro actúa.

## Filmografía
| Año  | Película                          | Director | Productor | Guionista |
| ---- | --------------------------------- | -------- | --------- | --------- |
| 1993 | Grumpy Old Men                    |          |           | Si        |
| 1995 | Grumpier Old Men                  |          |           | Si        |
| 1996 | Big Bully                         |          |           | Si        |
| 1998 | Simon Birch                       | Si       |           | Si        |
| 1998 | Jack Frost                        |          |           | Si        |
| 2003 | Daredevil                         | Si       |           | Si        |
| 2005 | Elektra                           |          | Si        |           |
| 2007 | Ghost Rider                       | Si       |           | Si        |
| 2010 | When in Rome                      | Si       | Si        | Si        |
| 2012 | Ghost Rider: Espíritu de Venganza |          | Si        |           |
| 2013 | Killing Season                    | Si       |           |           |
| 2013 | Grudge Match                      |          | Si        |           |
| 2020 | Love, Guaranteed                  | Si       |           |           |